# Auslaufkanal

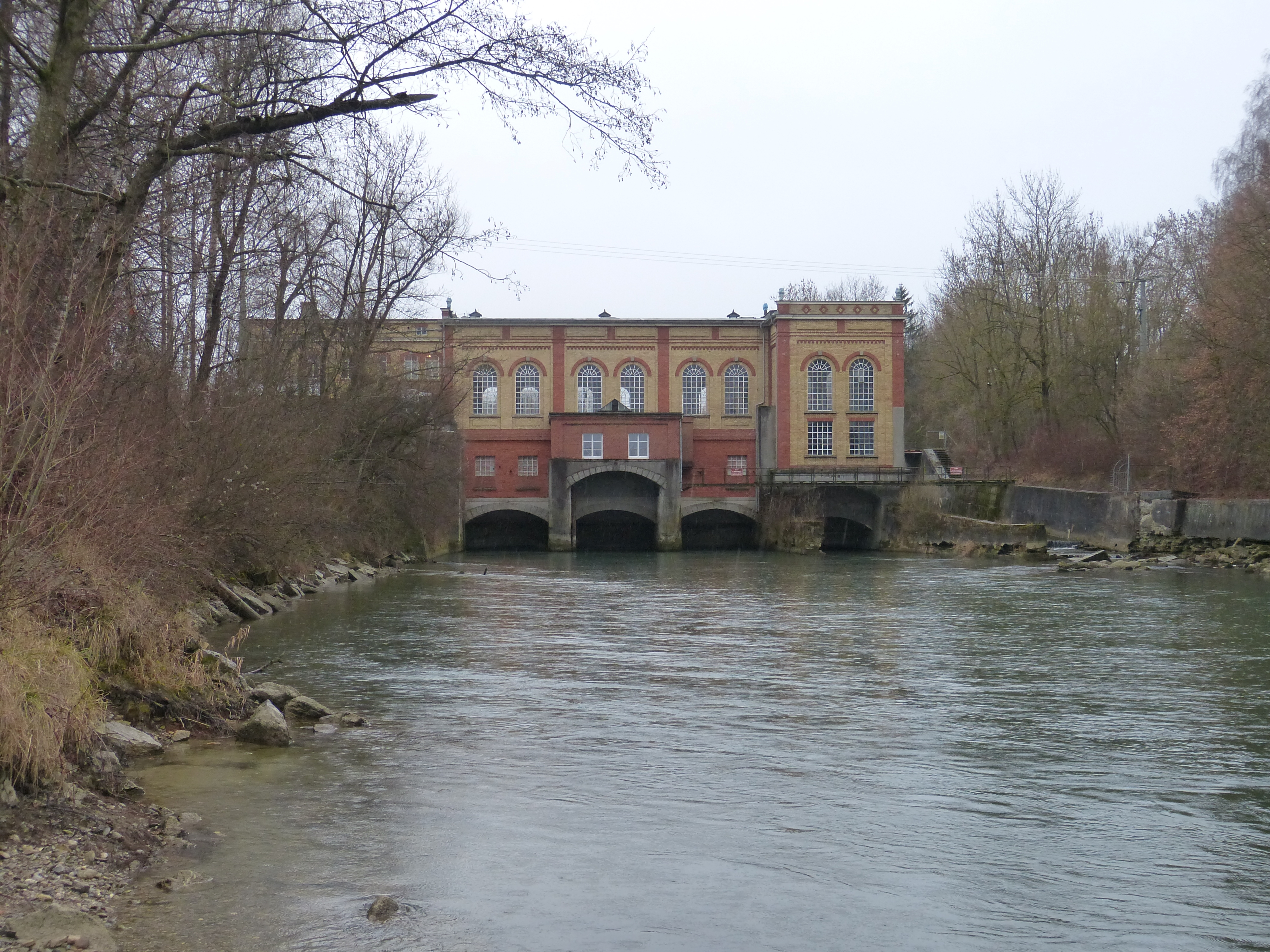
Auslaufkanal stromabwärts des Wasserkraftwerks

Der Auslaufkanal, auch Vereinigter Stadt- und Proviantbach genannt, ist ein künstlich angelegter Wasserlauf in der Wolfzahnau in Augsburg. Er wurde 1900 angelegt und treibt das historische, unter Denkmalschutz stehende Wasserkraftwerk auf der Wolfzahnau. 

## Geschichte

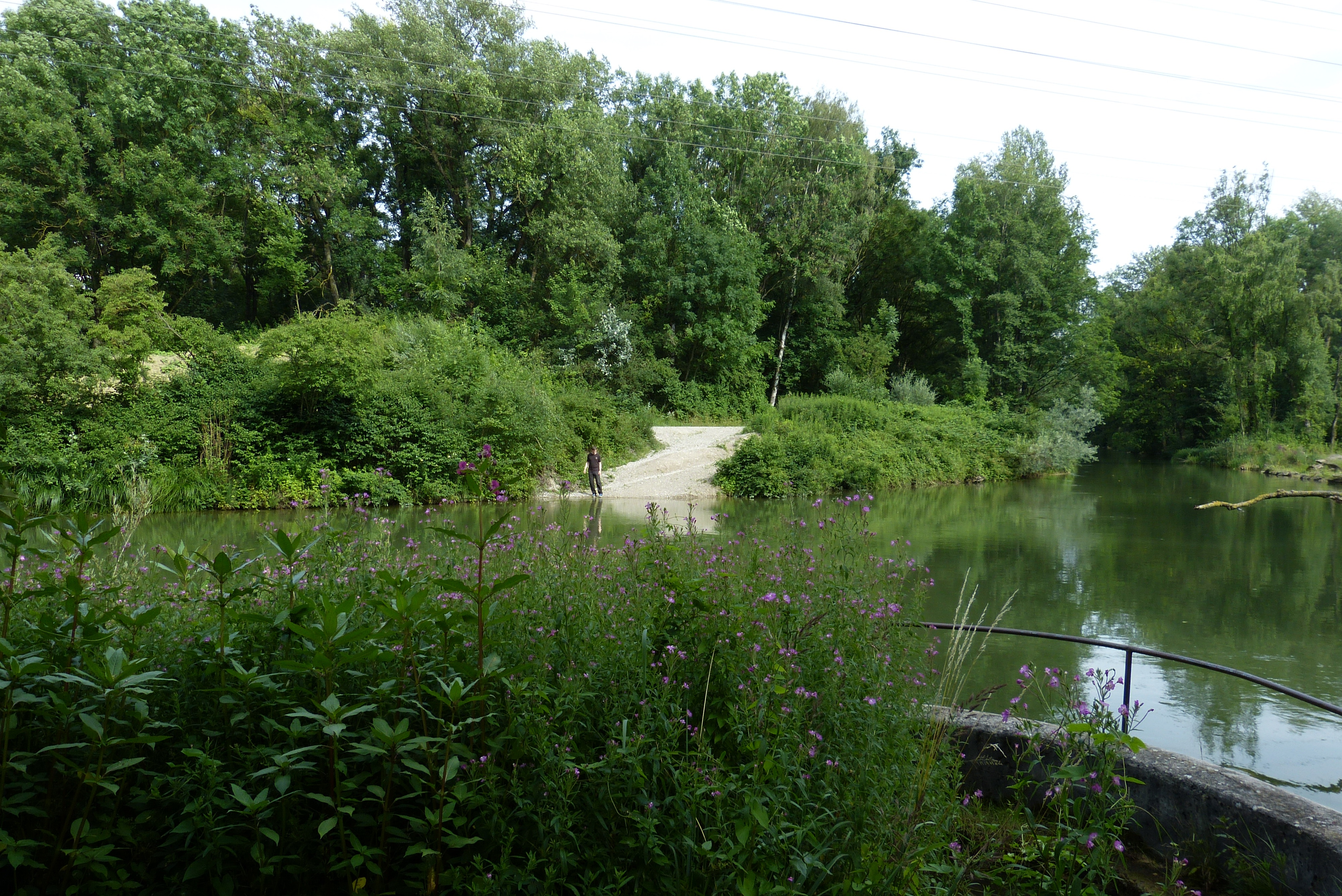
Beginn des Auslaufkanals (läuft nach links, von hinten kommt der Proviantbach)

Stadtbach und Proviantbach gehören zu den nördlichsten der Kanäle in Augsburg. Ursprünglich mündete der Stadtbach in die Wertach und der Proviantbach in den Lech. 1853 wurde der Proviantbach bis in die Wolfzahnau verlängert und mündete für einige Jahrzehnte separat vom Stadtbach in die Wertach. Zur Realisierung eines neuen Kraftwerks wurden beide Bäche zusammengeführt und die Mündung des neuen Kanals dicht an die Stelle des Zusammenflusses von Wertach und Lech gelegt. 1900 begann der Aushub eines neuen Kanals, der die vereinigten Bäche zu dem Kraftwerk führen sollte. 1901 wurden Kraftwerk und Kanal in Betrieb genommen.

## Verlauf

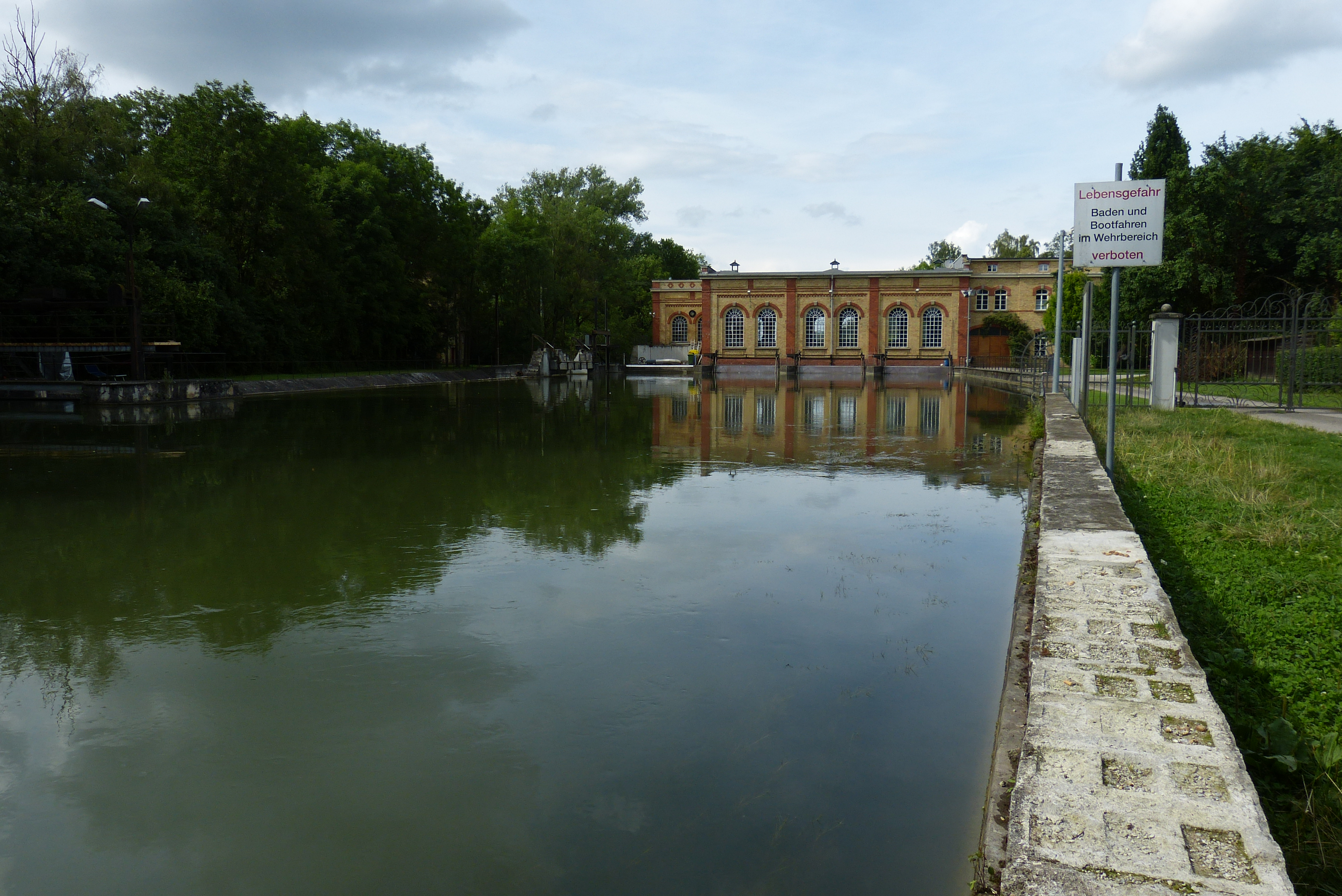
Auslaufkanal stromaufwärts des Wasserkraftwerks

Der Auslaufkanal liegt in dem Stadtbezirk Rechts der Wertach des Stadtteils Augsburg-Oberhausen. Er beginnt an der Vereinigungsstelle von Stadtbach und Proviantbach (Lage) in der Nähe der ehemaligen Mündung des Proviantbachs in die Wertach auf einer Höhe von 466 m ü. NHN. An dieser Stelle fließt das Wasser fast aller Augsburger Kanäle, die aus dem Lech abgeleitet sind (bis auf den Augsburger Eiskanal), zusammen. Über ein Wehr nahe dem Beginn des Auslaufkanals kann überschüssiges Wasser in die Wertach abgeleitet werden. 
Der Kanal verläuft geradeaus nach Norden, ungefähr parallel zu der etwa 80 Meter westlich verlaufenden Wertach, durch die Wolfzahnau. Nach etwa 850 Metern erreicht er das Wasserkraftwerk auf der Wolfzahnau, das die Wasserkraft des Kanals in elektrische Energie umwandelt. Nach weiteren 150 Metern mündet der Kanal etwa 50 Meter oberhalb der Wertachmündung auf einer Höhe von 459 m ü. NHN von links in den Lech (Lage).
Der Kanal ist somit insgesamt etwa einen Kilometer lang. Zunächst hat er eine Breite von etwa 20 Metern, verbreitet sich vor dem Kraftwerk auf etwa 30 Meter und ist hinter dem Kraftwerk bis zu 40 Meter breit. Der größte Teil des Höhenunterschieds von etwa sieben Metern nimmt die Pegeldifferenz zwischen Oberwasser und Unterwasser des Kraftwerks ein, die etwa fünf Meter beträgt. Der Kanal führt eine Wassermenge von 39 Kubikmetern pro Sekunde.
Der Kanal trennt einen schmalen Landstreifen vom übrigen Gebiet der Wolfzahnau ab, der quasi dadurch eine Insel bildet. Früher führte eine Fußgängerbrücke auf diese Insel, die jedoch inzwischen nur noch als Stahlskelett über dem Auslaufkanal besteht und nicht betreten werden kann. 

## Denkmalschutz
Der Auslaufkanal gehört zu dem Teil des Kanalsystems, das unter der Bezeichnung „Kanäle im Lechviertel und in der Jakobervorstadt“ als Baudenkmal in die Bayerische Denkmalliste eingetragen ist. Er gehört auch zu den Kanälen, die 2019 im Rahmen des Augsburger Wassermanagement-Systems in das UNESCO-Welterbe aufgenommen wurden.